# Technosoft
Technosoft [ˈtɛknəˌsɔft], или Tecno Soft [ˈtɛknə ˈsɔft]  — японская компания, разработчик компьютерных игр. Наиболее известна созданием популярной серии скролл-шутеров Thunder Force, а также одной из первых игр в жанре стратегии в реальном времени — Herzog Zwei.

## История
Первая игра компании была разработана для японского домашнего компьютера Sharp X1. Впоследствии компания разрабатывала игры для разных японских компьютеров и для игровых консолей Sega Mega Drive/Genesis, Sony PlayStation и Sega Saturn.
В 1993 году часть сотрудников ушла из компании, основав собственную компанию CAProduction.
В 2001 году компания была приобретена Twenty-One Company, производителем игровых автоматов «патинко», и стала её подразделением R&D.
В 2006 году был зарегистрирован домен Technosoft.com. В 2008 году бренд Technosoft был возрождён Twenty-One Company. Technosoft была лицензирована продажа музыки и сопутствующих товаров, основанных на прошлых играх Technosoft. Права на сами игры остались за Кацуе Матцуокой.
В 2016 году Thunder Force III вошла с сборник игр Sega 3D Classics Collection, после чего Sega анонсировала приобретение интеллектуальных прав на все игры, ранее разработанные и изданные Technosoft. В намерениях корпорации было переиздание Thunder Force IV, Thunder Force V и Herzog Zwei.. В сентябре 2016 года передача интеллектуальной собственности на игры от Кацуе Матцуоки в пользу Sega Holdings была завершена.

## Список разработанных игр
| Название                        | Дата выхода | Платформа                                             |
| ------------------------------- | ----------- | ----------------------------------------------------- |
| Snake & Snake                   | 1982        | PC-8000, Sharp MZ                                     |
| Thunder Force                   | 1983        | FM-7, PC-6001, PC-88, PC-98, Sharp MZ, Sharp X1       |
| Backgammon                      | 1984        | MSX                                                   |
| Herzog                          | 1988        | MSX, PC-88, PC-98, Sharp X1                           |
| Feedback                        | 1988        | MSX                                                   |
| Thunder Force II                | 1988        | Sega Genesis, Sharp X68000                            |
| Herzog Zwei                     | 1989        | Sega Genesis                                          |
| Elemental Master                | 1990        | Sega Genesis                                          |
| Thunder Force III               | 1990        | Sega Genesis                                          |
| Thunder Spirits                 | 1990        | Аркадный автомат, SNES                                |
| Devil's Crush                   | 1991        | Sega Genesis, TurboGrafx-16, Wii, Wii U               |
| Thunder Force IV                | 1992        | Sega Genesis, Nintendo Switch                         |
| Hyper Duel                      | 1993        | Аркадный автомат, Sega Saturn                         |
| Starblade                       | 1994        | 3DO, Аркадный автомат, PlayStation, Sega CD, Wii      |
| Nekketsu Oyako                  | 1994        | PlayStation, PS Vita, Sega Saturn                     |
| Kyuutenkai: Fantastic Pinball   | 1995        | PlayStation, Sega Saturn                              |
| Thunder Force: Gold Pack 1      | 1996        | Sega Saturn                                           |
| Thunder Force: Gold Pack 2      | 1996        | Sega Saturn                                           |
| Blast Wind                      | 1997        | Sega Saturn                                           |
| Thunder Force V (Special Pack)  | 1997        | Sega Saturn                                           |
| Thunder Force V: Perfect System | 1997        | PlayStation, PlayStation 3, PSP, PS Vita, Sega Saturn |
| Kaze no Oka Kōen nite           | 1998        | PlayStation                                           |

1. ↑  Lightening Force: Quest for the Darkstar в США